# باتريك فولكردينغ
باتريك فولكردينغ (ولد في 20 أكتوبر 1966 في ولاية فرجينيا) هو مؤسس وراعي توزيعة لينكس «سلاكوير» (بالإنجليزية: Slackware Linux Distribution)‏، ويعرف في الأوساط المعنية باسم «الرجل». حائز على لقب دكتاتور خيري مدى الحياة (BDFL).

## حياته الشخصية
ولد في ولاية فرجينيا في الولايات المتحدة الأمريكية لوالد يعمل طبيبا للأسنان في البحرية الأمريكية، وانتقل في صغره مع والديه إلى ولاية داكوتا الشمالية. اهتم بالعلوم من صغره وتعرف لأول مرة على نظام يونكس في سن الثامنة في زيارة مدرسية إلى جامعة داكوتا. حصل لى بكالوريوس العلوم في علوم الكمبيوتر من جامعة ولاية مانسوتا [الإنجليزية] في مورهيد في عام 1993. 
فولدردينغ متأثر بكنيسة سبغينيوس [الإنجليزية] ، فكلمة "سلاك» (بالإنجليزية: Slack)‏ في «سلاكوير» بمعنى «التخلي» مركزية في عقيدة هذه الكنيسة، كما أشار فولكردينغ أن أقراص سلاكوير المضغوطة في المرحلة 2.0 و 3.0 كان يطبع عليها صورة ظل مؤسس الكنيسة بوب دوبس.
في دديسمبر 2005 رزق وزوجته أندريا بطفلة سموها بريا سيسيليا.
فولكردينغ يحب البيرة وكان يصنعها بنفسه، وكانتا إصدارات سلاكوير القديمة تطلب من المستخدمين أن يرسلوا له زجاجة من البيرة المحلية تقديرا لعمله. وهو أيضا من عشاق فرقة الروك الأمريكية غريتفول ديد وحضر العشرات من حفلاتها عبر الولايات المتحدة.
في عام 2004، أعلن فولكردينغ عن طريق قائمة البريد أنه يعاني من داء الشعيات  ، وهو مرض خطير يتطلب عدة جولات من المضادات الحيوية بدون ضمانة للشفاء.أدى هذا الإعلان إلى تساؤلات في الأوساط المعنية عن مستقبل مشروع سلاكوير. في عام 2012 أُعلن عن كون كل من فولكردينغ ومشروع سلاكوير في صحة جيدة.
في تموز 2018 أعلن فولكردينغ أنه يمر بأزمة مالية مع تراجع مدخولاته ووجه نداءا يطلب التبرعات.

## جوائز
في عام 2014، حصل فولكردينغ على جائزة جائزة أوريلي للمصادر المفتوحة [الإنجليزية] 

## أعمال
- Volkerding، Patrick، and Reichard، Kevin، Linux System Commands ، IDG Books / M & T Books، 2000، (ردمك 0-7645-4669-4)
- Volkerding، Patrick، Reichard، Kevin، and Foster-Johnson، Eric، Instalación y configuración de Linux ، Temas profesionales. مدريد: Anaya Multimedia ، 1999 (ردمك 84-415-0816-X)
- Volkerding، Patrick، Reichard، Kevin، and Foster-Johnson، Eric، LINUX Configuration and Installation ، M & T Books، 1998، (ردمك 0-7645-7005-6)
- Volkerding، Patrick، and Reichard، Kevin، Linux in Plain English ، MIS: Press، 1997، (ردمك 1-55828-542-3)

## مقابلات
- مقابلة مع LinuxQuestions.org ، 2012
- مقابلة Linux Tech Tech مقابلة (الصوت)، 2006
- Slashdot interview with Patrick Volkerding، 2000
- مقابلة مجلة لينوكس
- العمر (أستراليا) مقابلة
- مقابلة الإذاعة العامة هاكر، 2011

## روابط خارجية
موقع سلاكوير الرسمي